# Eleutherodactylus cooki
Espèce
Statut de conservation UICN

 VU B2ab(iii) : Vulnérable
Eleutherodactylus cooki est une espèce d'amphibiens de la famille des Eleutherodactylidae. Elle a été décrite par Chapman Grant en 1932.

## Répartition

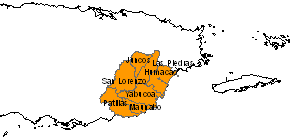
Distribution

Cette espèce est endémique de l'île de Porto Rico. Elle se rencontre de 90 à 300 m d'altitude dans la sierra de Panduras.

## Description
Les femelles mesurent jusqu'à 37 mm. Cette grenouille a le dos marron et le ventre blanc ; le mâle a sur la gorge une tache jaune qui s'étend jusqu'à l'abdomen.
Eleutherodactylus cooki est surnommée « démon de Porto Rico » car les indigènes étaient effrayés par son chant et son apparence fantomatique. Son nom originel de « guajon » est dérivé de son habitat, les « guajonales », des grottes que l’on trouve dans des amas de gros rochers.

## Étymologie
Cette espèce est nommée en l'honneur de Melville Thurston Cook  (1869–1952).

## Publication originale
- Grant, 1932 : A new frog from Puerto Rico. Journal of the Department of Agriculture Puerto Rico, vol. 16, p. 145-148.